# 4-mal-100-Meter-Staffel

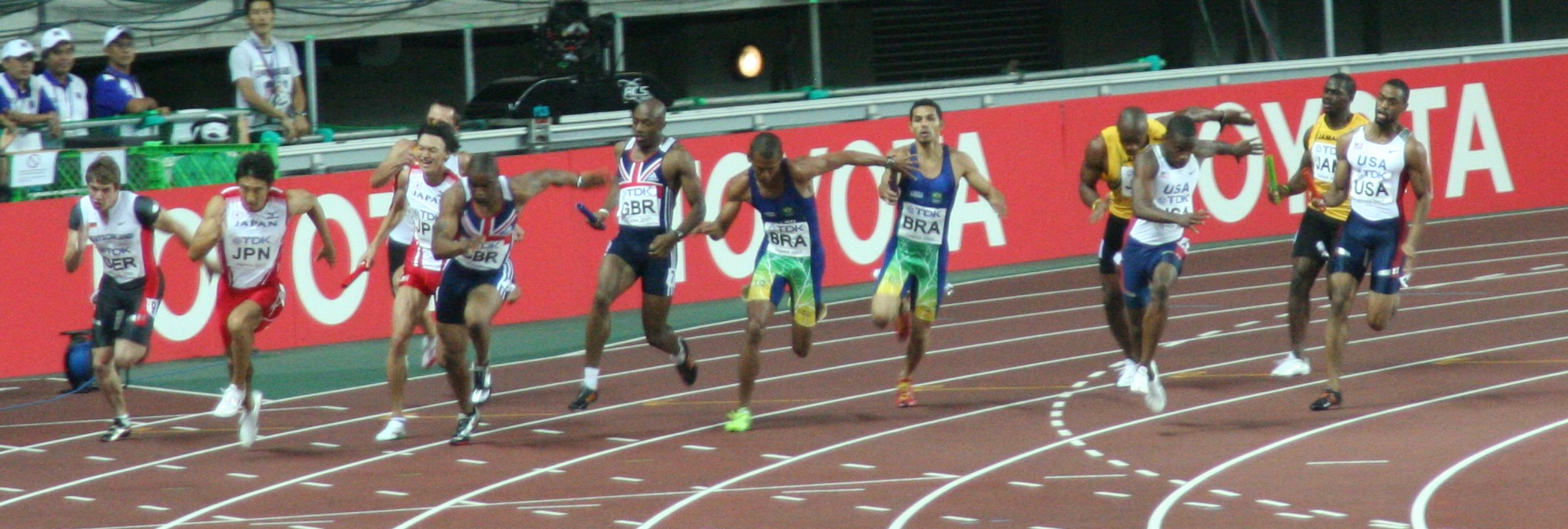
Weltmeisterschaften 2007 in Osaka: Athleten verschiedener Nationen bei der Übergabe des Staffelstabes

Der 4-mal-100-Meter-Staffellauf (kurz 4 × 100-m-Staffel) ist ein olympischer Wettbewerb der Leichtathletik, bei dem vier Läufer (die Stafette) nacheinander jeweils 100 Meter, also zusammen eine ganze Stadionrunde zurücklegen. Der Wechsel zwischen den Läufern erfolgt durch Übergabe eines Staffelstabes.
Bei den Männern erzielen die schnellsten Staffeln eine Zeit unter 38 Sekunden (Weltrekord: 36,84 s, Stand: Juni 2025; das entspricht 10,86 m/s oder 39,09 km/h).
Bei den Frauen erzielen die schnellsten Staffeln eine Zeit von 42 Sekunden und weniger (Weltrekord: 40,82 s, Stand: Juni 2025; das entspricht 9,80 m/s oder 35,28 km/h).
Die dabei erzielten Durchschnittsgeschwindigkeiten sind erheblich höher als im Einzelrennen über 100 Meter – bedingt durch den „fliegenden“ Wechsel: Der Läufer, der jeweils den Stab übernimmt, startet schon, bevor ihn der übergebende Läufer erreicht hat, und übernimmt den Stab im Laufen.
Der erste Läufer startet im Tiefstart von Startblöcken, die Startlinien der einzelnen Bahnen sind zum Ausgleich der Kurvenlänge versetzt. Die Läufer dürfen die Bahnen nicht verlassen. Der Wechselraum zur Stabübergabe beginnt seit dem 1. November 2017 20 Meter vor und endet 10 Meter hinter dem Ende des jeweiligen 100-Meter-Abschnittes. Zuvor galt ein 20 Meter langer Wechselraum, der übernehmende Läufer durfte jedoch in einem zusätzlichen „Beschleunigungsraum“ Geschwindigkeit aufnehmen, der 10 Meter vor dem eigentlichen Wechselraum begann. Entscheidend für die Einhaltung des Wechselraumes ist die erste Berührung durch den übernehmenden Läufer.
Der Staffelstab ist 28 bis 30 Zentimeter lang, hat einen Umfang von 12 bis 13 Zentimetern (etwa 4 Zentimeter Durchmesser) und wiegt mindestens 50 Gramm. Es ist ein Rohr aus Metall oder anderem geeigneten Material. Wenn ein Läufer den Stab verliert, darf nur er ihn wieder aufheben. Falls nötig, darf er dazu seine Bahn verlassen; er muss aber so auf die Bahn zurückkehren, dass er seine Laufstrecke auf diese Weise nicht verkürzt. Die Einzelheiten zum Ablauf von Staffelwettkämpfen sind in Regel 170 der technischen Vorschriften des internationalen Leichtathletikverbandes World Athletics festgelegt.

## Geschichte
Die ersten Staffelläufe von Leichtathleten gab es nach dem Vorbild von Wettbewerben von Feuerwehrleuten um 1880 oder 1890 in den USA, die jeweils 300 Meter liefen und einen Wimpel übergaben. Der Wimpel wurde später durch einen Holzstab von einem Fuß Länge (30,48 cm) ersetzt.
In Deutschland gab es ab 1895/96 Staffelläufe über 5-mal 100 Meter und 4-mal 100 Meter, anfangs noch ohne fliegenden Wechsel (bis 1922) und mit Übergabe durch Handschlag. Die Einführung des fliegenden Wechsels wurde im Februar 1912 beschlossen. Erstmals ins Programm der Deutschen Meisterschaften kam die 4-mal-100-Meter-Staffel am 23./24. August 1919.
Den ersten inoffiziellen Weltrekord stellte eine deutsche Staffel vom SC Nordwest Berlin im Jahr 1896 mit einer Zeit von 48,2 s auf. Der erste inoffizielle Weltrekord mit registrierten Staffelteilnehmern wurde am 14. Juli 1901 durch die Läufer Lindemann, Graßmann, Kutscher und Frank vom Akademischen SC Berlin aufgestellt. Offizielle deutsche Rekorde wurden erst ab 1921 registriert. Der Lauf musste dazu in Deutschland stattgefunden haben, weshalb auch der von der deutschen Staffel im olympischen Vorlauf 1912 in Stockholm erzielte erste offizielle Weltrekord zunächst nicht als deutscher Rekord geführt wurde.
Im englischsprachigen Raum waren auch Staffelläufe über 4-mal 110 Yards (4-mal 100,548 Meter = 402,336 Meter) üblich. Bis 1970 wurde die Strecke bei den Commonwealth-Spielen gelaufen.
Der erste registrierte Rekord der deutschen Frauen ist die Zeit von 56,4 s, am 25. Mai 1918 vom TSV 1860 München (Läuferinnen: Kießling, Krom, Rädler, Rodder) erzielt. Bereits bei der erstmaligen Teilnahme von Frauen an den Deutschen Meisterschaften, am 14./15. August 1920, gehörte die 4-mal-100-Meter-Staffel zum Wettkampfprogramm (zusammen mit 100-Meter-Lauf, Weitsprung und Kugelstoßen).
Bei den Olympischen Spielen 1908 in London wurde zunächst die olympische Staffel ins Programm genommen, bei der zweimal 200 Meter und je einmal 400 und 800 Meter zu laufen waren. Die bis in die Gegenwart üblichen Streckenlängen, 4-mal 100 Meter und 4-mal 400 Meter wurden bei den Olympischen Spielen 1912 in Stockholm eingeführt. Dort liefen im Finale nur drei Mannschaften, von denen die deutsche Mannschaft disqualifiziert und deshalb keine Bronzemedaille vergeben wurde.
Die moderne Wechseltechnik, bei welcher der Laufende nicht den Stab in die andere Hand wechselt, geht auf einen Trainer namens Boers von Eintracht Frankfurt zurück. Seine Staffel lief am 10. Juni 1928 in Halle einen Weltrekord, nach welchem der Begriff Frankfurter Wechsel geprägt wurde. Beim fliegenden Wechsel musste zunächst bis 1963 der übernehmende Läufer von der jeweiligen Ziellinie des übergebenden Läufers starten. Seit 1963 darf er zwanzig Meter davor loslaufen.

## Meilensteine
Männer:
- erster offiziell von der IAAF anerkannter Weltrekord: 42,3 s,  Deutschland mit Otto Röhr, Max Hermann, Erwin Kern, Richard Rau, 8. Juli 1912, Stockholm
- erster Lauf unter 41 Sekunden: 40,8 s,  Deutschland mit Arthur Jonath, Richard Corts, Hubert Houben, Helmut Körnig, 2. September 1928, Berlin
- erster Lauf unter 40 Sekunden: 39,8 s,  Vereinigte Staaten mit Jesse Owens, Ralph Metcalfe, Foy Draper, Frank Wykoff, 9. August 1936, Berlin
- erster Lauf unter 39 Sekunden: 38,6 s,  Vereinigte Staaten Earl McCullouch, Fred Kuller, O. J. Simpson, Lennox Miller, 17. Juni 1967, Provo
- erster Weltrekord mit elektronischer Zeitnahme (Hundertstelsekunden): 38,23 s,  Vereinigte Staaten mit Charles Greene, Mel Pender, Ronnie Ray Smith, Jim Hines, 20. Oktober 1968, Mexiko-Stadt
- erster Lauf unter 38 Sekunden: 37,86 s,  Vereinigte Staaten mit Emmit King, Willie Gault, Calvin Smith, Carl Lewis, 10. Oktober 1983, Helsinki
- erster Lauf unter 37 Sekunden: 36,84 s  Jamaika mit Nesta Carter, Michael Frater, Yohan Blake, Usain Bolt, 11. August 2012, London

Frauen:
- erster Lauf unter 49 Sekunden: 48,8 s,  Deutschland, 20. Juli 1930 in Nürnberg
- erster Lauf unter 47 Sekunden: 46,5 s,  Deutschland, 21. Juni 1936 in Köln
- erste Läufe unter 46 Sekunden: 45,9 s,  Vereinigte Staaten und Deutschland 27. Juli 1952 in Helsinki
- erster Lauf unter 45 Sekunden: 44,9 s,  Australien, 1. Dezember 1956 in Melbourne
- erster Lauf unter 44 Sekunden: 43,9 s,  Vereinigte Staaten, 21. Oktober 1964 in Tokio
- erster Lauf unter 43 Sekunden: 42,8 s,  Vereinigte Staaten, 20. Oktober 1968 in Mexiko-Stadt
- erster Lauf unter 42 Sekunden: 41,85 s,  Deutsche Demokratische Republik, 13. Juli 1980 in Potsdam
- erster Lauf unter 41 Sekunden: 40,82 s,  Vereinigte Staaten, 10. August 2012 in London

## Erfolgreichste Mannschaften
Männer:
- Olympische Spiele:
  - 15 Siege:  Vereinigte Staaten. Von 22 Olympischen Spielen bis 2004 wurden die Männer der Staffel der USA nur zweimal geschlagen (1996 durch  Kanada, 2004 durch das  Vereinigte Königreich). Dreimal wurde die USA-Staffel disqualifiziert (1912, 1960, 1988), 1980 boykottierten die USA die Olympischen Spiele.
  - drei Siege:  Jamaika (2008, 2012, 2016)
  - je zwei Siege:  Vereinigtes Königreich (1912, 2004),  Sowjetunion (1980, 1988)

- Weltmeisterschaften:
  - sieben Siege:  Vereinigte Staaten (1983 bis 2003)
  - zwei Siege:  Kanada (1995, 1997)

Frauen:
- Olympische Spiele:
  - sieben Siege:  Vereinigte Staaten.
  - zwei Siege:  DDR (1976 und 1980)

- Weltmeisterschaften:
  -  Vereinigte Staaten gewannen dreimal.
  - Bei den Weltmeisterschaften 1983 gewann die Staffel der  DDR.
  - Der Weltmeistertitel 2001 wurde nach Disqualifikation der Staffel der  USA der zweitplatzierten  deutschen Staffel zugesprochen.

## Technik und Taktik
In der Regel bewegt der übernehmende Läufer beim Anlaufen die Arme und streckt erst auf Zuruf des übergebenden Läufers, ca. zwei bis drei Meter vor der Übergabe, den Arm nach hinten. Der Arm wird mit abgespreiztem Daumen so gerade und parallel zum Boden wie möglich nach hinten gestreckt, der Stab wird von oben in die Hand gelegt.
Es sind drei Arten des Stabwechsels möglich:
- Außenwechsel: Der übergebende Läufer trägt den Stab in der linken Hand, läuft an der Außenseite der Bahn an den übernehmenden Läufer heran; dieser übernimmt den Stab mit der rechten Hand. Vorteilhaft insbesondere für Anfänger ist dabei, dass der übernehmende Läufer – sofern er Rechtshänder ist – die geschicktere rechte Hand benutzen kann.
- Innenwechsel: wie Außenwechsel, nur seitenverkehrt. Vorteil ist die ökonomische Raumausnutzung beim ersten und dritten Wechsel, allerdings muss der Ablaufende bis zur Stabannahme an der Außenseite der Bahn laufen.

Beim Außen- und beim Innenwechsel muss der Stab nach der Übernahme sofort in die andere Hand genommen werden mit dem Risiko, dass der Läufer das gelegentlich vergisst, was bei der Übergabe zu einer erheblichen Störung des Ablaufs und zu Geschwindigkeitsverlust führt.
- Frankfurter Wechsel: Der Stab wird vom Läufer während seines Laufabschnittes nicht in die andere Hand genommen, so dass sich eine Kombination aus Außen- und Innenwechsel ergibt. Das ermöglicht die bestmögliche Raumausnutzung. Da der Stab nicht in die andere Hand gewechselt wird, verkürzt sich der Platz zum Zufassen bei jedem Wechsel, was häufig zum Stabverlust führt.

Die Laufstrecken sind für die vier Läufer unterschiedlich, abhängig davon, wie der Ablaufraum (20 m vor der Wechsellinie) und der Wechselraum (10 m vor bis 10 m hinter der Wechsellinie) ausgenutzt werden. Es ergeben sich folgende Laufstrecken und Besonderheiten:
- 1. Läufer: 90 bis 110 Meter, Tiefstart, Kurvenlauf
- 2. Läufer: 110 bis 130 Meter, Hochstart, überwiegend gerade Strecke
- 3. Läufer: 110 bis 130 Meter, Hochstart, Kurvenlauf
- 4. Läufer: 120 Meter, Hochstart, überwiegend gerade Strecke

Daraus ergeben sich für die Verteilung der vier Läufer folgende Gesichtspunkte:
- Die Läufer mit den besten Einzelzeiten haben Vorteile auf den langen Strecken.
- Kleine Läufer haben Vorteile in den Kurven, weil geringere Zentrifugalkräfte wirken als bei größeren.
- Läufer mit schwacher Wechseltechnik haben Vorteile als erster oder vierter Läufer, da sie nur an einem Stabwechsel beteiligt sind.
- Der Läufer mit dem besten Startvermögen eignet sich als erster Läufer, der Läufer mit der größten Willenskraft als Schlussläufer.

Zum 1. November 2017 entfiel der Anlaufraum, der Wechselraum beginnt 20 Meter vor und endet 10 Meter hinter der Wechsellinie.

## Statistik

### Medaillengewinner

#### Männer
- Medaillengewinner bei Olympischen Spielen
- Medaillengewinner bei Weltmeisterschaften

#### Frauen
- Medaillengewinnerinnen bei Olympischen Spielen
- Medaillengewinnerinnen bei Weltmeisterschaften

### Weltrekordentwicklung

#### Männer
Bemerkungen zur Tabelle:
- y: Zeit wurde in einem 4-mal-110-Yards-Lauf (insgesamt 402,34 Meter) erzielt (hier angegeben, sofern sie schneller war als der folgende 4-mal-100-Meter-Weltrekord)
- In Klammern: Automatisch gestoppte Zeiten

| Zeit (s)     | Staffel                                                                 | Datum              | Ort          |
| ------------ | ----------------------------------------------------------------------- | ------------------ | ------------ |
| 42,3         | Deutschland                                                             | 8. Juli 1912       | Stockholm    |
| 42,3         | Otto Röhr, Erwin Kern, Max Herrmann, Richard Rau                        |                    |              |
| 42 1/5       | Vereinigte Staaten                                                      | 22. August 1920    | Antwerpen    |
| 42 1/5       | Charlie Paddock, Jackson Scholz, Loren Murchison, Morris Kirksey        |                    |              |
| 42,0         | Vereinigtes Königreich                                                  | 12. Juli 1924      | Paris        |
| 42,0         | Harold Abrahams, Walter Rangeley, Lancelot Royle, William Nichol        |                    |              |
| 42,0         | Niederlande                                                             | 12. Juli 1924      | Paris        |
| 42,0         | Jaap Boot, Harry Broos, Jan de Vries, Rinus van den Berge               |                    |              |
| 41,0         | Vereinigte Staaten                                                      | 13. Juli 1924      | Paris        |
| 41,0         | Francis Hussey, Louis Clarke, Loren Murchison, Alfred LeConey           |                    |              |
| 41,0 y       | Vereinigte Staaten (Newark AC)                                          | 4. Juli 1927       | Lincoln      |
| 41,0 y       | Chester Bowman, John Currie, James Pappas, Henry Cummings               |                    |              |
| 41,0         | Deutschland (Eintracht Frankfurt)                                       | 10. Juli 1928      | Halle        |
| 41,0         | Ernst Geerling, Friedrich-Wilhelm Wichmann, Adolf Metzner, Hans Salz    |                    |              |
| 41,0         | Vereinigte Staaten                                                      | 5. August 1928     | Amsterdam    |
| 41,0         | Frank Wykoff, James Quzinn, Charles Borah, Henry Russell                |                    |              |
| 40,8         | Deutschland                                                             | 2. September 1928  | Berlin       |
| 40,8         | Arthur Jonath, Richard Corts, Hubert Houben, Helmut Körnig              |                    |              |
| 40,8         | Deutschland (SC Charlottenburg)                                         | 22. Juli 1929      | Breslau      |
| 40,8         | Helmut Körnig, Wilhelm Grosser, Alex Nathan, Hermann Schlöske           |                    |              |
| 40,8 y       | Vereinigte Staaten (University of Southern California)                  | 9. Mai 1931        | Fresno       |
| 40,8 y       | Roy Delby, Milton Maurer, Maurice Guyer, Frank Wykoff                   |                    |              |
| 40,6         | Deutschland                                                             | 14. Juni 1932      | Kassel       |
| 40,6         | Helmut Körnig, Georg Lammers, Erich Borchmeyer, Arthur Jonath           |                    |              |
| 40,0 (40,10) | Vereinigte Staaten                                                      | 7. September 1932  | Los Angeles  |
| 40,0 (40,10) | Robert Kiesel, Emmett Toppino, Hector Dyer, Frank Wykoff                |                    |              |
| 39,8         | Vereinigte Staaten                                                      | 9. September 1936  | Berlin       |
| 39,8         | Jesse Owens, Ralph Metcalfe, Foy Draper, Frank Wykoff                   |                    |              |
| 39,5 (39,60) | Vereinigte Staaten                                                      | 1. Dezember 1956   | Melbourne    |
| 39,5 (39,60) | Ira Murchison, Leamon King, Thane Baker, Bobby Morrow                   |                    |              |
| 39,5         | BR Deutschland                                                          | 29. August 1958    | Köln         |
| 39,5         | Manfred Steinbach, Martin Lauer, Heinz Fütterer, Manfred Germar         |                    |              |
| 39,5         | BR Deutschland                                                          | 7. September 1960  | Rom          |
| 39,5         | Bernd Cullmann, Armin Hary, Walter Mahlendorf, Martin Lauer             |                    |              |
| 39,5         | BR Deutschland                                                          | 8. September 1960  | Rom          |
| 39,5         | Bernd Cullmann, Armin Hary, Walter Mahlendorf, Martin Lauer             |                    |              |
| 39,1         | Vereinigte Staaten                                                      | 15. Juni 1961      | Moskau       |
| 39,1         | Hayes Jones, Frank Budd, Charles Frazier, Paul Drayton                  |                    |              |
| 39,0 (39,06) | Vereinigte Staaten                                                      | 21. Oktober 1964   | Tokio        |
| 39,0 (39,06) | Paul Drayton, Gerry Ashworth, Richard Stebbins, Bob Hayes               |                    |              |
| 38,6 y       | Vereinigte Staaten (University of Southern California)                  | 17. Juni 1967      | Provo        |
| 38,6 y       | Earl McCullouch, Fred Kuller, O. J. Simpson, Lennox Miller (JAM)        |                    |              |
| 38,6 (38,65) | Jamaika                                                                 | 19. Oktober 1968   | Mexiko-Stadt |
| 38,6 (38,65) | Errol Stewart, Michael Fray, Clifton Forbes, Lennox Miller              |                    |              |
| 38,3 (38,39) | Jamaika                                                                 | 19. Oktober 1968   | Mexiko-Stadt |
| 38,3 (38,39) | Errol Stewart, Michael Fray, Clifton Forbes, Lennox Miller              |                    |              |
| 38,2 (38,24) | Vereinigte Staaten                                                      | 20. Oktober 1968   | Mexiko-Stadt |
| 38,2 (38,24) | Charles Greene, Mel Pender, Ronnie Ray Smith, Jim Hines                 |                    |              |
| 38,2 (38,19) | Vereinigte Staaten                                                      | 10. September 1972 | München      |
| 38,2 (38,19) | Larry Black, Robert Taylor, Gerald Tinker, Eddie Hart                   |                    |              |
| 38,03        | Vereinigte Staaten                                                      | 3. September 1977  | Düsseldorf   |
| 38,03        | William Collins, Steve Riddick, Cliff Wiley, Steve Williams             |                    |              |
| 37,86        | Vereinigte Staaten                                                      | 10. August 1983    | Helsinki     |
| 37,86        | Emmit King, Willie Gault, Calvin Smith, Carl Lewis                      |                    |              |
| 37,83        | Vereinigte Staaten                                                      | 11. August 1984    | Los Angeles  |
| 37,83        | Sam Graddy, Ron Brown, Calvin Smith, Carl Lewis                         |                    |              |
| 37,79        | Frankreich                                                              | 1. September 1990  | Split        |
| 37,79        | Max Morinière, Daniel Sangouma, Jean-Charles Trouabal, Bruno Marie-Rose |                    |              |
| 37,67        | Vereinigte Staaten                                                      | 7. August 1991     | Zürich       |
| 37,67        | Michael Marsh, Leroy Burrell, Dennis Mitchell, Carl Lewis               |                    |              |
| 37,50        | Vereinigte Staaten                                                      | 1. September 1991  | Tokio        |
| 37,50        | Andre Cason, Leroy Burrell, Dennis Mitchell, Carl Lewis                 |                    |              |
| 37,40        | Vereinigte Staaten                                                      | 8. August 1992     | Barcelona    |
| 37,40        | Michael Marsh, Leroy Burrell, Dennis Mitchell, Carl Lewis               |                    |              |
| 37,40        | Vereinigte Staaten                                                      | 21. Oktober 1993   | Stuttgart    |
| 37,40        | Jon Drummond, Andre Cason, Dennis Mitchell, Leroy Burrell               |                    |              |
| 37,10        | Jamaika                                                                 | 22. August 2008    | Peking       |
| 37,10        | Nesta Carter, Michael Frater, Usain Bolt, Asafa Powell                  |                    |              |
| 37,04        | Jamaika                                                                 | 4. September 2011  | Daegu        |
| 37,04        | Nesta Carter, Michael Frater, Yohan Blake, Usain Bolt                   |                    |              |
| 36,84        | Jamaika                                                                 | 11. August 2012    | London       |
| 36,84        | Nesta Carter, Michael Frater, Yohan Blake, Usain Bolt                   |                    |              |

#### Frauen
Die frühesten Bestzeiten für 4-mal-100-Meter-Läufe der Frauen wurden in Finnland vor dem Ersten Weltkrieg erfasst. Später, bis 1921, führten deutsche Staffeln die Bestenlisten an, bei den 4-mal-110-Yards-Strecken waren es US-amerikanische und britische Staffeln. Die letzten dieser inoffiziellen Weltbestleistungen:
- 52,1 s: TSV 1860 München (Zenta Bauer, Maria Rädler, Emma Heiß, Marie Kießling), 20. August 1921, Hamburg
- 51 4/5 s (4-mal 110 Yards): England (Agnes Garton, Hilda Hatt, Alice Cast, Mary Lines), 30. Oktober 1921, Paris

In der 4-mal-100-Meter-Staffel verzeichnet die Leichtathletikgeschichte die einzigen Fälle, in denen Staffeln in gleicher Besetzung drei Weltrekorde gelangen: Der TSV 1860 München lief mit Rosa Kellner, Luise Holzer, Agathe Karrer, Lisa Gelius am 15. Juli 1928, 21. Juli 1929 und 20. Juli 1930 Weltrekorde. Die DDR-Auswahl mit Romy Müller (damals Schneider), Bärbel Eckert (später Bärbel Wöckel), Ingrid Auerswald und Marlies Göhr stellte am 9. und 13. Juli sowie am 1. August 1980 drei Weltrekorde in Folge auf.
Der Australierin Shirley Strickland gelangen Weltrekorde mit 4-mal-100-Meter-Staffeln in dem außergewöhnlich großen Abstand von rund viereinhalb Jahren (27. Juli 1952, zweimal am 1. Dezember 1956).
Über einen noch längeren Zeitraum wiederholten zwei DDR-Sportlerinnen Weltrekorde: Marlies Göhr steht erstmals am 29. Mai 1976 in der Statistik und lief ihren letzten Staffelweltrekord mehr als neun Jahre später, am 6. Oktober 1985. Eine sechs Jahre lange Weltrekordkarriere verzeichnet Ingrid Auerswald (1979 bis 1985).
Im Finale der Olympischen Sommerspiele 1964 in Tokio lief die polnische Staffel (Teresa Ciepły, Irena Kirszenstein, Halina Herrmann, Ewa Kłobukowska) mit 43,6 s (43,69 s) neuen Weltrekord und wurde damit Olympiasieger. Nach einem Geschlechtstest vor dem Leichtathletik-Europacup 1967 wurde Ewa Kłobukowska als Hermaphrodit eingestuft. 1969 strich der Leichtathletikweltverband Kłobukowskas erzielte Weltrekorde, darunter auch den Weltrekord vom Finale in Tokio. Die polnische Staffel blieb Olympiasieger, doch der Weltrekord wurde nun der zweitplatzierten US-Staffel zugesprochen, die ebenfalls schneller als der damals aktuelle Weltrekord war.
Bemerkungen zur Tabelle:
- y: Zeit wurde in einem 4-mal-110-Yards-Lauf (insgesamt 402,34 Meter) erzielt (hier angegeben, sofern sie schneller war als der folgende 4-mal-100-Meter-Weltrekord)
- A: Zeit wurde unter Höhenbedingungen erzielt
- *: von der Frauensportorganisation FSFI anerkannter Weltrekord, vor Beginn der Registrierung von Frauenweltrekorden durch die IAAF
- In Klammern: Automatisch gestoppte Zeiten

| Zeit (s)            | Staffel                                                                                | Datum              | Ort               |
| ------------------- | -------------------------------------------------------------------------------------- | ------------------ | ----------------- |
| 53,8 y *            | Vereinigte Staaten (Leonia High School)                                                | 1922               | Oaksmere          |
| 53,8 y *            | (unbekannt)                                                                            |                    |                   |
| 53 1/5 *            | Tschechoslowakei                                                                       | 21. Mai 1922       | Paris             |
| 53 1/5 *            | Marie Mejzliková I, Marie Bakovská, Marie Jirásková I, Marie Mejzliková II             |                    |                   |
| 51 2/5 * (51 4/5 y) | Vereinigtes Königreich                                                                 | 20. August 1922    | Paris             |
| 51 2/5 * (51 4/5 y) | Mary Lines, Daisy Leach, Gwendoline Porter, Nora Callebout                             |                    |                   |
| 51,0 y *            | Vereinigte Staaten (George School)                                                     | 1924               | Georgetown        |
| 51,0 y *            | Starks, Kennedy, Foots, Vaughan (Vornamen unbekannt)                                   |                    |                   |
| 50 2/5 *            | Deutschland (Berliner Sport-Club)                                                      | 11. Juli 1926      | Köln              |
| 50 2/5 *            | Lilli Henoch, Charlotte Köhler, Gerda Pöting, Cläre Voss                               |                    |                   |
| 49 4/5 y *          | Vereinigtes Königreich                                                                 | 29. August 1926    | Göteborg          |
| 49 4/5 y *          | Doris Scoular, Florence Haynes, Eileen Edwards, Rose Thompson                          |                    |                   |
| 50,0 *              | Deutschland (Viktoria Magdeburg)                                                       | 7. August 1927     | Breslau           |
| 50,0 *              | Anneliese Jacke, Lieselotte Hellmann, Rose Drieling, Ilse Drieling                     |                    |                   |
| 50,0 *              | Frankreich (Linnets Saint-Maur)                                                        | 15. Juli 1928      | Paris             |
| 50,0 *              | Georgette Gagneux, Lucienne Velu, Simone Varnier, Marguerite Radideau                  |                    |                   |
| 49 4/5 *            | Deutschland (TSV 1860 München)                                                         | 15. Juli 1928      | Berlin            |
| 49 4/5 *            | Rosa Kellner, Luise Holzer, Agathe Karrer, Lisa Gelius                                 |                    |                   |
| 48 2/5 *            | Kanada                                                                                 | 4. August 1928     | Amsterdam         |
| 48 2/5 *            | Fanny Rosenfeld, Etle Smith, Florence Bell, Myrtle Cook                                |                    |                   |
| 49,0                | Deutschland (Eintracht Frankfurt)                                                      | 30. Juni 1929      | Mannheim          |
| 49,0                | Ottilie Fleischer, Detta Lorenz, Emmy Haux, Köhler                                     |                    |                   |
| 49,0 *              | Deutschland (TSV 1860 München)                                                         | 21. Juli 1929      | Frankfurt am Main |
| 49,0 *              | Rosa Kellner, Luise Holzer, Agathe Karrer, Lisa Gelius                                 |                    |                   |
| 48,8 *              | Deutschland (TSV 1860 München)                                                         | 20. Juli 1930      | Nürnberg          |
| 48,8 *              | Rosa Kellner, Luise Holzer, Agathe Karrer, Lisa Gelius                                 |                    |                   |
| 46,9 *              | Vereinigte Staaten                                                                     | 7. August 1932     | Los Angeles       |
| 46,9 *              | Mary Carew, Evelyn Furtsch, Anette Rogers, Wilhelmina von Bremen                       |                    |                   |
| 46,5 *              | Deutschland                                                                            | 21. Juni 1936      | Köln              |
| 46,5 *              | Emmy Albus, Käthe Krauß, Marie Dollinger, Grete Winkels                                |                    |                   |
| 46,4                | Deutschland                                                                            | 8. August 1936     | Berlin            |
| 46,4                | Emmy Albus, Käthe Krauß, Marie Dollinger, Ilse Dörffeldt                               |                    |                   |
| 46,1 (46,23)        | Australien                                                                             | 27. Juli 1952      | Helsinki          |
| 46,1 (46,23)        | Shirley Strickland, Verna Johnston, Winsome Cripps, Marjorie Jackson                   |                    |                   |
| 45,9 (46,14)        | Vereinigte Staaten                                                                     | 27. Juli 1952      | Helsinki          |
| 45,9 (46,14)        | Mae Faggs, Barbara Jones, Janet Moreau, Catherine Hardy                                |                    |                   |
| 45,9 (46,18)        | BR Deutschland                                                                         | 27. Juli 1952      | Helsinki          |
| 45,9 (46,18)        | Ursula Knab, Maria Sander, Helga Klein, Marga Petersen                                 |                    |                   |
| 45,6                | Sowjetunion                                                                            | 20. September 1953 | Budapest          |
| 45,6                | Wera Kalaschnikowa, Sinaida Safronowa, Nadeschda Chnykina (Dwalischwili), Irina Turowa |                    |                   |
| 45,6                | Sowjetunion                                                                            | 11. September 1955 | Moskau            |
| 45,6                | Lidija Polinitschenko, Galina Winogradowa, Sinaida Safronowa, Marija Itkina            |                    |                   |
| 45,2                | Sowjetunion                                                                            | 27. Juli 1956      | Kiew              |
| 45,2                | Wera Krepkina, Galina Winogradowa, Sinaida Safronowa, Marija Itkina                    |                    |                   |
| 45,2                | DDR                                                                                    | 29. Juli 1956      | Rostock           |
| 45,2                | Gisela Henning, Christa Stubnick, Gisela Köhler, Barbara Mayer                         |                    |                   |
| 45,1                | Gesamtdeutsche Mannschaft                                                              | 30. September 1956 | Dresden           |
| 45,1                | Erika Fisch, Christa Stubnick, Gisela Köhler, Barbara Mayer                            |                    |                   |
| 44,9 (45,00)        | Australien                                                                             | 1. Dezember 1956   | Melbourne         |
| 44,9 (45,00)        | Shirley Strickland, Norma Croker, Fleur Mellor, Betty Cuthbert                         |                    |                   |
| 44,9 (45,07)        | Gesamtdeutsche Mannschaft                                                              | 1. Dezember 1956   | Melbourne         |
| 44,9 (45,07)        | Maria Sander, Christa Stubnick, Gisela Köhler, Barbara Mayer                           |                    |                   |
| 44,5 (44,65)        | Australien                                                                             | 1. Dezember 1956   | Melbourne         |
| 44,5 (44,65)        | Shirley Strickland, Norma Croker, Fleur Mellor, Betty Cuthbert                         |                    |                   |
| 44,4 (44,51)        | Vereinigte Staaten                                                                     | 7. September 1960  | Rom               |
| 44,4 (44,51)        | Martha Hudson, Lucinda Williams, Barbara Jones, Wilma Rudolph                          |                    |                   |
| 44,3                | Vereinigte Staaten                                                                     | 15. Juli 1961      | Moskau            |
| 44,3                | Willye White, Ernestine Pollards, Vivianne Brown, Wilma Rudolph                        |                    |                   |
| 43,9 (43,92)        | Vereinigte Staaten                                                                     | 21. Oktober 1964   | Tokio             |
| 43,9 (43,92)        | Willye White, Wyomia Tyus, Marilyn White, Edith McGuire                                |                    |                   |
| 43,9 A              | Sowjetunion                                                                            | 16. August 1968    | Leninakan         |
| 43,9 A              | Lilija Tkatschenko, Galina Bucharina, Wera Popkowa, Ljudmila Samotjossowa              |                    |                   |
| 43,6 A              | Sowjetunion                                                                            | 27. September 1968 | Mexiko-Stadt      |
| 43,6 A              | Ljudmila Scharkowa, Galina Bucharina, Wera Popkowa, Ljudmila Samotjossowa              |                    |                   |
| 43,4 (43,50) A      | Vereinigte Staaten                                                                     | 19. Oktober 1968   | Mexiko-Stadt      |
| 43,4 (43,50) A      | Barbara Ferrell, Margaret Bailes, Mildrette Netter, Wyomia Tyus                        |                    |                   |
| 43,4 (43,49) A      | Niederlande                                                                            | 19. Oktober 1968   | Mexiko-Stadt      |
| 43,4 (43,49) A      | Wilhelmina van den Berg, Mieke Sterk, Truus Hennipman, Corrie Bakker                   |                    |                   |
| 42,8 (42,88) A      | Vereinigte Staaten                                                                     | 20. Oktober 1968   | Mexiko-Stadt      |
| 42,8 (42,88) A      | Barbara Ferrell, Margaret Bailes, Mildrette Netter, Wyomia Tyus                        |                    |                   |
| 42,8 (42,81)        | BR Deutschland                                                                         | 10. September 1972 | München           |
| 42,8 (42,81)        | Christiane Krause, Ingrid Mickler, Annegret Richter, Heide Rosendahl                   |                    |                   |
| 42,6                | DDR                                                                                    | 1. September 1973  | Potsdam           |
| 42,6                | Petra Kandarr, Renate Stecher, Christina Heinich, Doris Selmigkeit                     |                    |                   |
| 42,6                | DDR                                                                                    | 24. August 1974    | Berlin            |
| 42,6                | Doris Maletzki, Renate Stecher, Christina Heinich, Bärbel Eckert                       |                    |                   |
| 42,51               | DDR                                                                                    | 8. September 1974  | Rom               |
| 42,51               | Doris Maletzki, Christina Heinich, Bärbel Eckert, Renate Stecher                       |                    |                   |
| 42,50               | DDR                                                                                    | 29. Mai 1976       | Karl-Marx-Stadt   |
| 42,50               | Carla Bodendorf, Marlies Göhr, Martina Blos, Renate Stecher                            |                    |                   |
| 42,27               | DDR                                                                                    | 19. August 1978    | Potsdam           |
| 42,27               | Monika Hamann, Marlies Göhr (Oelsner), Carla Bodendorf, Johanna Klier                  |                    |                   |
| 42,10               | DDR                                                                                    | 10. Mai 1979       | Karl-Marx-Stadt   |
| 42,10               | Marita Koch, Ingrid Auerswald, Romy Schneider, Marlies Göhr                            |                    |                   |
| 42,09               | DDR                                                                                    | 9. Juli 1980       | Berlin            |
| 42,09               | Ingrid Auerswald, Romy Schneider, Marlies Göhr, Christina Brehmer                      |                    |                   |
| 41,85               | DDR                                                                                    | 13. Juli 1980      | Potsdam           |
| 41,85               | Göhr, Ingrid Auerswald, Bärbel Wöckel, Romy Müller (Schneider)                         |                    |                   |
| 41,60               | DDR                                                                                    | 1. August 1980     | Moskau            |
| 41,60               | Marlies Göhr, Romy Müller, Ingrid Auerswald, Bärbel Eckert                             |                    |                   |
| 41,53               | DDR                                                                                    | 31. Juli 1983      | Berlin            |
| 41,53               | Silke Gladisch, Marlies Göhr, Marita Koch, Ingrid Auerswald                            |                    |                   |
| 41,37               | DDR                                                                                    | 6. Oktober 1985    | Canberra          |
| 41,37               | Silke Gladisch, Sabine Günther, Ingrid Auerswald, Marlies Göhr                         |                    |                   |
| 40,82               | Vereinigte Staaten                                                                     | 10. August 2012    | London            |
| 40,82               | Tianna Madison, Allyson Felix, Bianca Knight, Carmelita Jeter                          |                    |                   |

### Weltbestenliste

#### Männer
Alle Staffeln, die schneller als 37,77 Sekunden liefen. Mehrfachnennungen der gleichen Mannschaft, sofern in unterschiedlicher Besetzung oder Reihenfolge gelaufen wurde.
Letzte Veränderung: 9. August 2024
1. 36,84 s  Jamaika (Nesta Carter, Michael Frater, Yohan Blake, Usain Bolt), London, 11. August 2012
2. 37,04 s  Jamaika (Nesta Carter, Yohan Blake, Michael Frater, Usain Bolt), Daegu, 4. September 2011
3. 37,10 s  Vereinigte Staaten (Christian Coleman, Justin Gatlin, Mike Rodgers, Noah Lyles), Doha, 5. Oktober 2019
4. 37,27 s  Jamaika (Asafa Powell, Yohan Blake, Nickel Ashmeade, Usain Bolt), Rio de Janeiro, 19. August 2016
5. 37,31 s  Jamaika (Steve Mullings, Michael Frater, Usain Bolt, Asafa Powell), Berlin, 22. August 2009
6. 37,36 s  Jamaika (Nesta Carter, Kemar Bailey-Cole, Nickel Ashmeade, Usain Bolt), Moskau, 18. August 2013
7. 37,36 s  Jamaika (Nesta Carter, Asafa Powell, Nickel Ashmeade, Usain Bolt), Peking, 29. August 2015
8. 37,36 s  Vereinigtes Königreich (Adam Gemili, Zharnel Hughes, Richard Kilty, Nethaneel Mitchell-Blake), Doha, 5. Oktober 2019 (Europarekord)
9. 37,38 s  Vereinigte Staaten (Mike Rodgers, Justin Gatlin, Tyson Gay, Ryan Bailey), Nassau, 2. Mai 2015
10. 37,39 s  Jamaika (Nesta Carter, Michael Frater, Yohan Blake, Kemar Bailey-Cole), London, 10. August 2012
11. 37,40 s  Vereinigte Staaten (Michael Marsh, Leroy Burrell, Dennis Mitchell, Carl Lewis), Barcelona, 8. August 1992
12. 37,40 s  Vereinigte Staaten (Jon Drummond, Andre Cason, Dennis Mitchell, Leroy Burrell), Stuttgart, 21. August 1993
13. 37,41 s  Jamaika (Nesta Carter, Asafa Powell, Rasheed Dwyer, Nickel Ashmeade), Peking, 29. August 2015
14. 37,43 s  Japan (Shūhei Tada, Kirara Shiraishi, Yoshihide Kiryū, Abdul Hakim Sani Brown), Doha, 5. Oktober 2019
15. 37,45 s  Vereinigte Staaten (Trell Kimmons, Wallace Spearmon, Tyson Gay, Mike Rodgers), Zürich, 19. August 2010
16. 37,47 s  Vereinigtes Königreich (Chijindu Ujah, Adam Gemili, Daniel Talbot, Nethaneel Mitchell-Blake), London, 12. August 2017
17. 37,47 s  Vereinigte Staaten (Christian Coleman, Fred Kerley, Kyree King, Courtney Lindsey), Paris, 8. August 2024
18. 37,50 s  Vereinigte Staaten (Andre Cason, Leroy Burrell, Dennis Mitchell, Carl Lewis), Tokio, 1. September 1991
19. 37,50 s  Italien (Lorenzo Patta, Marcell Jacobs, Fausto Desalu, Filippo Tortu), Tokio, 6. August 2021
20. 37,50 s  Kanada (Aaron Brown, Jerome Blake, Brendon Rodney, Andre De Grasse), Paris, 9. August 2024
21. 37,51 s  Vereinigtes Königreich (Chijindu Ujah, Zharnel Hughes, Richard Kilty, Nethaneel Mitchell-Blake), Tokio, 6. August 2021
22. 37,52 s  Vereinigte Staaten (Mike Rodgers, Justin Gatlin, Jaylen Bacon, Christian Coleman), London, 12. August 2017
23. 37,57 s  Südafrika (Bayanda Walaza, Shaun Maswanganyi, Bradley Nkoana, Akani Simbine), Paris, 9. August 2024
24. 37,58 s  Vereinigte Staaten (Charles Silmon, Mike Rodgers, Rakieem Salaam, Justin Gatlin), Monaco, 19. Juli 2013
25. 37,58 s  Jamaika (Jason Livermore, Kemar Bailey-Cole, Nickel Ashmeade, Usain Bolt), Glasgow, 2. August 2014
26. 37,59 s  Vereinigte Staaten (Jon Drummond, Tim Montgomery, Brian Lewis, Maurice Greene), Sevilla, 29. August 1999
27. 37,59 s  Vereinigte Staaten (Kaaron Conwright, Wallace Spearmon, Tyson Gay, Jason Smoots), Athen, 16. September 2006
28. 37,60 s  Japan (Ryōta Yamagata, Shōta Iizuka, Yoshihide Kiryū, Asuka Cambridge), Rio de Janeiro, 19. August 2016
29. 37,61 s  Vereinigte Staaten (Jon Drummond, Bernard Williams, Brian Lewis, Maurice Greene), Sydney, 30. September 2000
30. 37,61 s  Vereinigtes Königreich (Chijindu Ujah, Zharnel Hughes, Adam Gemili, Nethaneel Mitchell-Blake), London, 22. Juli 2018
31. 37,61 s  Vereinigtes Königreich (Jeremiah Azu, Louie Hinchliffe, Nethaneel Mitchell-Blake, Zharnel Hughes), Paris, 9. August 2024
32. 37,62 s  Trinidad und Tobago (Darrel Brown, Marc Burns, Emmanuel Callander, Richard Thompson) 22. August 2009
33. 37,64 s  Kanada (Akeem Haynes, Aaron Brown, Brendon Rodney, Andre De Grasse), Rio de Janeiro, 19. August 2016
34. 37,65 s  Vereinigte Staaten, Hudson Smith International (Jon Drummond, Bernard Williams, Curtis Johnson, Maurice Greene), Berlin, 1. September 2000
35. 37,65 s  Vereinigte Staaten (Mike Rodgers, Christian Coleman, Tyson Gay, Jarrion Lawson), Rio de Janeiro, 18. August 2016
36. 37,68 s  Italien (Matteo Melluzzo, Lamont Marcell Jacobs, Lorenzo Patta, Filippo Tortu), Paris, 9. August 2024
37. 37,69 s  Kanada (Robert Esmie, Glenroy Gilbert, Bruny Surin, Donovan Bailey), Atlanta, 3. August 1995
38. 37,70 s  Jamaika (Lerone Clarke, Michael Frater, Steve Mullings, Usain Bolt), Zürich, 28. August 2009
39. 37,70 s  Vereinigte Staaten (Mike Rodgers, Justin Gatlin, Beejay Lee, Christian Coleman), London, 12. August 2017
40. 37,71 s  Jamaika (Nesta Carter, Kemar Bailey-Cole, Julian Forte, Andrew Fisher), Nassau, 25. Mai 2014
41. 37,72 s  Brasilien (Rodrigo do Nascimento, Vitor Hugo dos Santos, Derick Silva, Paulo André Camilo de Oliveira), Doha, 5. Oktober 2019
42. 37,73 s  Vereinigtes Königreich (Jason Gardener, Darren Campbell, Marlon Devonish, Dwain Chambers), Sevilla, 29. August 1999
43. 37,73 s  Vereinigte Staaten (Terrence Trammell, Mike Rodgers, Darvis Patton, Wallace Spearmon), Zürich, 28. August 2009
44. 37,73 s  Südafrika (Thando Dlodlo, Simon Magakwe, Clarence Munyai, Akani Simbine), Doha, 5. Oktober 2019
45. 37,75 s  Vereinigte Staaten (Andre Cason, Leroy Burrell, Dennis Mitchell, Michael Marsh), Tokio, 31. August 1991
46. 37,75 s  Jamaika, Racers Track Club (Mario Forsythe, Kemar Bailey-Cole, Warren Weir, Usain Bolt), London, 27. Juli 2013
47. 37,76 s  Jamaika (Mario Forsythe, Michael Frater, Steve Mullings, Yohan Blake), Zürich, 19. August 2010
48. 37,77 s  Vereinigtes Königreich (Colin Jackson, Tony Jarrett, John Regis, Linford Christie), Stuttgart, 22. August 1993
49. 37,77 s  Vereinigte Staaten (Jon Drummond, Bernard Williams, Darvis Patton, Maurice Greene), Berlin, 10. August 2003
50. 37,77 s  Jamaika (Nesta Carter, Nickel Ashmeade, Julian Forte, Yohan Blake), Nassau, 25. Mai 2014

- deutscher Rekord: 38,02 s, (Julian Reus, Tobias Unger, Alexander Kosenkow, Lucas Jakubczyk), Weinheim, 27. Juli 2012
- ehemaliger DDR-Rekord: 38,29 s (Thomas Schröder, Detlef Kübeck, Olaf Prenzler, Frank Emmelmann), Karl-Marx-Stadt, 9. Juli 1982
- Schweizer Rekord: 38,54 s, SUI (Pascal Mancini, Reto Amaru Schenkel, Suganthan Somasundaram, Alex Wilson), Zürich, 16. August 2014
- österreichischer Rekord: 39,16 s, Nationalstaffel (Martin Schützenauer, Martin Lachkovics, Thomas Griesser, Christoph Pöstinger), Luzern, 25. Juni 1996

#### Frauen
Alle Staffeln, die 41,83 Sekunden oder schneller liefen. A: Lauf unter Höhenbedingungen

Letzte Veränderung: 9. August 2024
1. 40,82 s  Vereinigte Staaten (Tianna Madison, Allyson Felix, Bianca Knight, Carmelita Jeter), London, 10. August 2012
2. 41,01 s  Vereinigte Staaten (Tianna Bartoletta, Allyson Felix, English Gardner, Tori Bowie), Rio de Janeiro, 19. August 2016
3. 41,07 s  Jamaika (Veronica Campbell-Brown, Natasha Morrison, Elaine Thompson, Shelly-Ann Fraser-Pryce), Peking, 29. August 2015
4. 41,29 s  Jamaika (Carrie Russell, Kerron Stewart, Schillonie Calvert, Shelly-Ann Fraser-Pryce), Moskau, 18. August 2013
5. 41,36 s  Jamaika (Christania Williams, Elaine Thompson, Veronica Campbell-Brown, Shelly-Ann Fraser-Pryce), Rio de Janeiro, 19. August 2016
6. 41,37 s  DDR (Silke Gladisch, Sabine Rieger, Ingrid Auerswald, Marlies Göhr), Canberra, 6. Oktober 1985 (Europarekord)
7. 41,41 s  Jamaika (Shelly-Ann Fraser-Pryce, Sherone Simpson, Veronica Campbell-Brown, Kerron Stewart), London, 10. August 2012
8. 41,44 s  Jamaika (Natalliah Whyte, Shelly-Ann Fraser-Pryce, Jonielle Smith, Shericka Jackson), Doha, 5. Oktober 2019
9. 41,47 s  Vereinigte Staaten (Chryste Gaines, Marion Jones, Inger Miller, Gail Devers), Athen, 9. August 1997
10. 41,49 s  Russland (Olga Bogoslowskaja, Galina Maltschugina, Natalja Pomoschtschnikowa-Woronowa, Irina Priwalowa), Stuttgart, 22. August 1993
11. 41,49 s  Vereinigte Staaten (Michelle Finn-Burrell, Gwen Torrence, Wendy Vereen, Gail Devers), Stuttgart, 22. August 1993
12. 41,52 s  Vereinigte Staaten (Chryste Gaines, Marion Jones, Inger Miller, Gail Devers), Athen, 8. August 1997
13. 41,53 s  DDR (Silke Gladisch, Marita Koch, Ingrid Auerswald, Marlies Göhr), Berlin, 31. Juli 1983
14. 41,55 s  Vereinigte Staaten (Alice Brown, Diane Williams, Florence Griffith-Joyner, Pam Marshall), Berlin, 21. August 1987
15. 41,56 s  Vereinigte Staaten (Bianca Knight, Allyson Felix, Marshevet Myers, Carmelita Jeter), Daegu, 4. September 2011
16. 41,58 s  Vereinigte Staaten (Alice Brown, Diane Williams, Florence Griffith-Joyner, Pam Marshall), Rom, 6. September 1987
17. 41,58 s Amerika-Auswahl (Lauryn Williams, Allyson Felix, Muna Lee, Carmelita Jeter), Cottbus, 8. August 2009
18. 41,60 s  DDR (Romy Müller, Bärbel Wöckel, Ingrid Auerswald, Marlies Göhr), Moskau, 1. August 1980
19. 41,60 s  Jamaika (Sherone Simpson, Natasha Morrison, Elaine Thompson, Shelly-Ann Fraser-Pryce), Zürich, 3. September 2015
20. 41,61 s A  Vereinigte Staaten (Alice Brown, Diane Williams, Chandra Cheeseborough, Evelyn Ashford), Colorado Springs, 3. Juli 1983
21. 41,62 s  Deutschland (Tatjana Pinto, Lisa Mayer, Gina Lückenkemper, Rebekka Haase), Mannheim, 29. Juli 2016
22. 41,63 s  Vereinigte Staaten (Alice Brown, Diane Williams, Chandra Cheeseborough, Evelyn Ashford), Los Angeles, 25. Juni 1983
23. 41,64 s  Vereinigte Staaten (Tianna Madison, Jeneba Tarmoh, Bianca Knight, Lauryn Williams), London, 9. August 2012
24. 41,65 s  Vereinigte Staaten (Alice Brown, Jeanette Bolden, Chandra Cheeseborough, Evelyn Ashford), Los Angeles, 11. August 1984
25. 41,65 s  Jamaika (Christania Williams, Elaine Thompson, Simone Facey, Veronica Campbell-Brown), Zürich, 1. September 2016
26. 41,67 s  Vereinigte Staaten (LaTasha Colander, Lauryn Williams, Marion Jones, Angela Williams), Athen, 26. August 2004
27. 41,67 s  Vereinigte Staaten (Barbara Pierre, Alexandria Anderson, Tiffany Townsend, ChaRonda Williams), Zürich, 29. August 2013
28. 41,68 s  DDR (Silke Gladisch, Katrin Krabbe, Kerstin Behrendt, Sabine Rieger), Split, 1. September 1990
29. 41,68 s  Vereinigte Staaten (English Gardner, Allyson Felix, Jenna Prandini, Jasmine Todd), Peking, 29. August 2015
30. 41,69 s  DDR (Silke Gladisch, Marita Koch, Ingrid Auerswald, Marlies Göhr), Potsdam, 21. Juli 1984
31. 41,70 s  Jamaika (Shelly-Ann Fraser-Pryce, Kerron Stewart, Sherone Simpson, Veronica Campbell-Brown), Daegu, 4. September 2011
32. 41,73 s  DDR (Silke Gladisch, Kerstin Behrendt, Ingrid Auerswald, Marlies Göhr), Berlin, 13. September 1988
33. 41,73 s  Jamaika (Tayna Lawrence, Sherone Simpson, Aleen Bailey, Veronica Campbell), Athen, 27. August 2004
34. 41,75 s Amerika-Auswahl (Octavious Freeman, Allyson Felix, English Gardner, Carmelita Jeter), Monaco, 19. Juli 2013
35. 41,76 s  DDR (Silke Gladisch, Marita Koch, Ingrid Auerswald, Marlies Göhr), Helsinki, 10. August 1983
36. 41,77 s  Vereinigte Staaten (Tianna Bartoletta, Allyson Felix, English Gardner, Morolake Akinosun), Rio de Janeiro, 18. August 2016
37. 41,77 s  Vereinigtes Königreich (Asha Philip, Desiree Henry, Dina Asher-Smith, Daryll Neita), Rio de Janeiro, 19. August 2016
38. 41,78 s  Frankreich (Patricia Girard, Muriel Hurtis-Houairi, Sylviane Félix, Christine Arron), Saint-Denis, 30. August 2003
39. 41,78 s  Vereinigte Staaten (Angela Daigle-Bowen, Muna Lee, Me’Lisa Barber, Lauryn Williams), Helsinki, 13. August 2005
40. 41,78 s Amerika-Auswahl (Jeneba Tarmoh, Alexandria Anderson, Barbara Pierre, Aurieyall Scott), Monaco, 19. Juli 2013
41. 41,78 s  Jamaika (Carrie Russell, Kerron Stewart, Natasha Morrison, Shelly-Ann Fraser-Pryce), Monaco, 29. August 2013
42. 41,78 s  Vereinigte Staaten (Melissa Jefferson, Twanisha Terry, Gabrielle Thomas, Sha’Carri Richardson), Paris, 9. August 2024
43. 41,79 s  DDR (Silke Gladisch, Heike Drechsler, Ingrid Auerswald, Marlies Göhr), Karl-Marx-Stadt, 20. Juni 1987
44. 41,79 s Gemischtes Team (Mandy White, Carmelita Jeter, Lauryn Williams, Blessing Okagbare), Walnut, 20. April 2013
45. 41,79 s  Jamaika (Simone Facey, Sashalee Forbes, Veronica Campbell-Brown, Shelly-Ann Fraser-Pryce), Rio de Janeiro, 18. August 2016
46. 41,81 s  Vereinigtes Königreich (Asha Philip, Desiree Henry, Dina Asher-Smith, Daryll Neita), London, 22. Juli 2016
47. 41,82 s  Vereinigte Staaten (Jeneba Tarmoh, Alexandria Anderson, English Gardner, Octavious Freeman), Moskau, 18. August 2013
48. 41,83 s  Vereinigte Staaten (Angela Williams, Chryste Gaines, Inger Miller, Torri Edwards), Saint-Denis, 30. August 2003
49. 41,83 s  Jamaika (Kerron Stewart, Veronica Campbell-Brown, Schillonie Calvert, Shelly-Ann Fraser-Pryce), Glasgow, 2. August 2014
50. 41,83 s  Vereinigte Staaten (Barbara Pierre, Candyce McGrone, Jeneba Tarmoh, Tori Bowie),

- Schweizer Rekord: 42,05 s  SUI Nationalmannschaft (Riccarda Dietsche, Ajla Del Ponte, Mujinga Kambundji, Salomé Kora), Tokyo, 5. August 2021
- österreichischer Rekord: 44,63 s  AUT Nationalstaffel (Dagmar Hölbl, Sabine Tröger, Doris Auer, Karin Mayr), Linz, 4. Juli 1994

## Anmerkung
1. ↑  Aus Sportlern mehrerer Nationen bestehenden Staffeln wird seitdem durch die IAAF bzw. die World Athletics die Anerkennung von Weltrekorden verwehrt. Sie finden jedoch weiterhin Eintrag in die ewigen und Jahresweltbestenlisten.